# 小森陽一

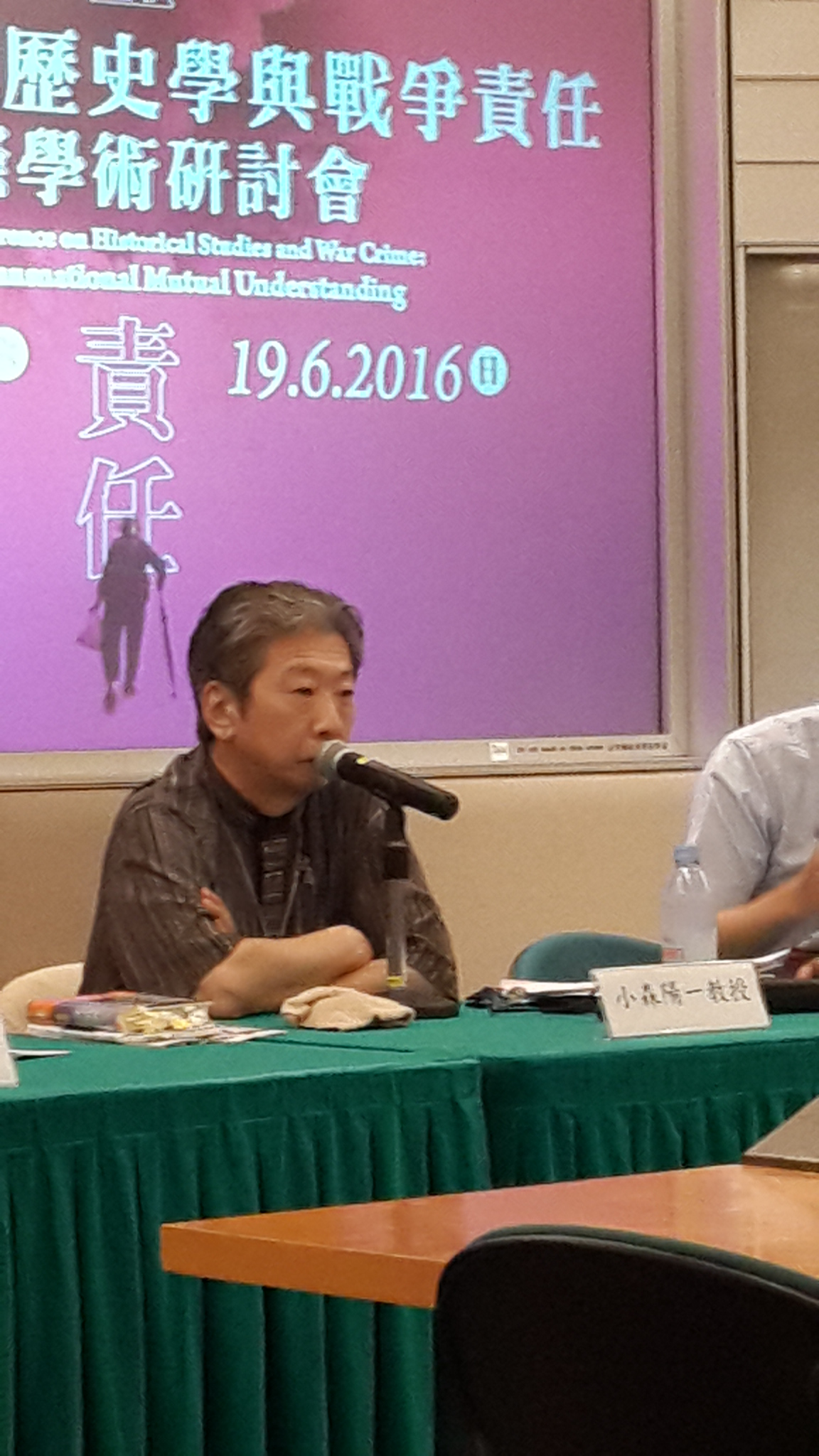
小森陽一出席在香港城市大學舉辦的學術會議

小森 陽一（こもり よういち，1953年5月14日—），東京都出身的日本文学學者。日本全国「九條會」（日语：九条の会）事務局長。東京大学大学院（研究生院的日本語）總合文化研究科・教養学部教授。專攻是近代日本文学、結構主義符號論（日语：構造主義記号論）。天皇制廢止論者。

## 人物介绍
北海道大学文学部・同校大学院（受龜井秀雄指導，也就是說導師是龜井秀雄）。大学院在学中於札幌的進学預備校（補習學校）北大学力増進会做現代文科講師，是學校的人氣講師。其後在成城大学服務、東京大学任職。

### 日本文学研究者，文學批評家
小森陽一出生於1953年，童年時代隨左翼社會活動家的父母在布拉格渡過。現為東京大學綜合文化研究科教授。小森陽一的主要活動可以歸納為如下三點。
首先，作為一個文學理論家，小森陽一是日本文本派理論的代表理論家。他這方面的工作主要在於融合蘇聯的形式主義語言學理論、法國的結構主義符號學理論、美國的新歷史主義理論等理論的影響以及前輩學界成果，探討出一套用於漢字假名混合體的日語文本的分析理論，對傳統的文學分析中忽視的語言學要素，比如日文中漢字的意義衍生問題、人稱、時態等要素在文學文本中的特殊意義的問題，進行了理論探討。他這方面的工作始於八十年後期，他對文學研究方法論的貢獻影響了同時代的研究者，在青年學子中追隨者甚眾。對於後者，他在理論方面的普及工作，亦功不可沒。
其次，與第一點相關聯，小森陽一的貢獻在於對日本近現代文學研究現狀及傳統的改變。這除了指上述的方法論之外，亦包含了他對日本近現代文學研究中割裂政治性、歷史性的審美主義的解讀傳統的改變。他以理論化的方法論，令人信服地說明了文學本身的歷史性，可以說他是近年來在日本近現代文學研究界對恢復文學的歷史性、政治性的最重要的一個文學批評家。從九十年代開始，他也融合精神分析理論，將文學中的“歷史”問題導入意識分析的世界，從而將文學視為歷史研究的材料本身，而非附屬的二次性材料，他這方面的研究也影響了部分的日本現代史研究者。小森的夏目漱石、大江健三郎等作品解讀某種意義上說正是以此史學家的意識進行的。因此，狹義的“文學”被高度地擴張，成為日本批判性知識份子反思歷史敘述、歷史意識的工具。從這一意義上說，他是打破了傳統學科劃分的一位學者。因為他的語言學的方法論，哲學、文學、史學的劃分界限被含糊化。他的工作在八十年代以來人文學科重新整合方面功不可沒．

### 批判型知識分子言論領袖，社會活動家
最後，應該特別提及的，是作為社會活動家的小森陽一的活動。他不是空喊口號、理論的“左派”，甚至似乎可以說他厭惡此類“左派”。作為最活躍的其中一位知識份子言論界領袖，他近年來在日本的戰爭反省問題上、歷史敘述問題上與保守勢力進行了一系列鬥爭。他在2000年起積極積極走向校外，與市民運動組織一起，抨擊右翼新教科書，在大家的努力下，以被稱為“市民運動”的群眾運動的方式使右翼教科書的採用止於極小的範圍，成功地抵制了右翼教科書的流通(右翼教科書的母體“新教科書製作委員會”近年已經基本解體)。
以此為基礎，2004年6月，小森與諾貝爾文學獎得主大江健三郎、著名批評家加藤周一、劇作家井上廈、作家小田實、女作家澤地久枝、憲法學家奧平康弘、哲學家鶴見俊輔、哲學家梅原猛、三木睦子（前總理三木武夫夫人）等著名九名文化人、學人發起了捍衛日本和平憲法第九條的“九條會”，在以他為事務局長的“九條會”推動下，各式各樣的大小“九條會”近年如雨後春筍出現.可以說，在將傳統的左翼運動演變為更為廣泛的捍衛和平理念的群眾運動，以對抗日益保守化的日本社會方面，小森可以說是一關鍵人物。今天，“九條會”在日本已經成為一個廣泛的鬆散型的群眾組織，不可忽視它對民選政治體系中的日本社會的影響。作為“九條會”的事務局局長，他近年奔走於日本列島，宣傳他的政治主張，近2006年便全國228場上大小集會上演講（本數字來自小森本人，也可向日本“九條會”事務局進一步確認），成為以和平憲法第九條反對日本的保守政治的象徵性存在.小森對“九條會”甚至日本民眾的個人魅力，除了他道德、倫理的堅持外（日本的知識界當然有相當部分此類的人士），主要在於他對時局精湛的批判性分析，有時甚至是大膽的政治預言。因為“九條會”並非是金字塔型的組織，只是個人性質的理念的結合體，他的存在變得尤為重要。因為他濃烈的反體制色彩，他常常只能在全國性電視台深夜的節目中出現（當然也有例外的時候）。但是，“九條會”的理念就是人人都是媒體的新的大眾媒體論，與資本無涉的大眾媒體論。因此，以言論為手段的和平主義抗爭方式，也構成了他的政治理念的核心部分。
他上述的三方面的工作其實是有內在的關聯的。
小森幼年時曾隨左翼社會活動家的父親訪華（其亡父小森良夫為日本共產黨負責國際工運的幹部，其母親為日共的詩人小森香子）。但是，他本人與日本共產黨關係複雜，甚至於與日共指導層關係冷淡，他對日共的左翼民族主義路線也有著明顯的距離。毋寧說他的工作正是為了超越黨派封閉性、保守性的聯合統一戰線，是後現代時代新的市民運動模式，本身對黨派政治有一定的否定性。他也未必是馬克思主義者，雖然他身上有著一定的馬克思主義的影響。更多的是，他也許是一個批判型的、追求倫理價值的無政府主義者。
從2002年起，小森幾乎每年都接受中國社會科學院、中國的清華大學、北京大學的邀請來華講演.已經出版的漢譯著作有《天皇玉音放送》(北京：三聯書店，陳多友翻譯)、《現代日本國語批判》(吉林人民出版社，陳多友翻譯)，《村上春樹論：精讀〈海邊的卡夫卡〉》（北京：新星出版社，秦剛翻譯，2007年10月）．另外趙京華著《八十年代以來的日本左翼知識份子思潮》(北京:三聯書店哈佛燕京叢書，2007年8月)一書也有專章介紹：〈文本的解構、文化政治與真實政治：小森陽一從文本分析到政治介入的過程〉．另外，每次小森陽一來華，中國媒體都以主要篇幅介紹，有關他訪華的情況，也可參考網上的漢語電子媒體．他在中國的活動，加深了中國知識界對日本政治、日本社會的理解，對中國知識分子對日本圖示化的認識，有著一定的貢獻。小森的普遍意義也許更在於提醒世界愛好和平的人們：狹隘的民族主義既傷及他人，更傷及自己。因此，他的工作也不僅是對日本的民族主義的批判。

### 逸話
此外，他曾是吸煙人士。
別想從他身上看到日本人的禮貌。
曾在布拉格住過。經常收到右翼警告信函中，常常會有一句：滾回蘇聯去！
他說：蘇聯早就解體了，真可笑！
（資料來源：其本人的演講）

## 學歷
- 東京都立竹早高等学校卒業。
- 北海道大学文学部卒業。
- 北海道大学大学院文学研究科博士課程修了。

## 職歷
- 成城大学文藝学部助教授。
- 東京大学教養学部助教授（1991年）。
- 東京大学教養学部教授。

## 其他的職務
九条之会事務局長 

## 著書

### 單著
- 『文体としての物語』（筑摩書房 1988年）
- 『構造としての語り』（新曜社 1988年）
- 『縁の物語――『吉野葛』のレトリック』（新典社 1992年）
- 『夏目漱石をよむ』岩波ブックレット 1993年）
- 『漱石を読みなおす』ちくま新書 1995年）
- 『最新宮沢賢治講義』朝日選書 1996年）
- 『出来事としての読むこと』（東京大学出版会 1996年）
- 『「ゆらぎ」の日本文学』（日本放送出版協会・ＮＨＫブックス 1998年）
- 『世紀末の予言者・夏目漱石』（講談社 1999年）
- 『小説と批評』世織書房 1999年）
- 『小森陽一、ニホン語に出会う』　大修館書店、2000
- 『日本語の近代』（岩波書店 2000年）
- 『ポストコロニアル』（岩波書店 2001年）
- 『歴史認識と小説――大江健三郎論』（講談社 2002年）
- 『天皇の玉音放送』（五月書房 2003年）のち朝日文庫
- 『表現する人びと』（新日本出版社 2004年）
- 『村上春樹論――『海辺のカフカ』を精読する』平凡社新書 2006年）
- 『心脳コントロール社会』ちくま新書 2006年）
- 『レイシズム』（岩波書店 2006年）
- 『ことばの力 平和の力――近代日本文学と日本国憲法』（かもがわ出版 2006年）
- 『理不尽社会に言葉の力を ソノ一言オカシクナイデスカ?』新日本出版社 2007年,イラストおおえだけいこ）
- 憲法・教育・現代社会を語る 『反戦情報』掲載インタビュー集(2001～2008) 反戦情報編集部 2008
- 大人のための国語教科書 あの名作の"アブない"読み方! 角川oneテーマ21 2009.10

### 共著
- （石原千秋・木股智史・島村輝・高橋修・高橋世織）『読むための理論――文学・思想・評論』（世織書房, 1991年）
- （柄谷行人・小池清治・芳賀徹・龜井俊介）『漱石をよむ』（岩波書店, 1994年）
- （吉見俊哉・大澤真幸・田嶋淳子・山中速人）『メデイア空間の変容と多文化社会』（青弓社, 1999年）
- （辻村みよ子）『有事法制と憲法』（岩波書店, 2002年）
- （市野川容孝・守中高明・米谷匡史）『変成する思考――グローバル・ファシズムに抗して』（岩波書店, 2005年）
- （大原穣子）『読んでみませんか 教育基本法 』（新日本出版社, 2005年）
- （市野川容孝）『難民』（岩波書店, 2007年）
- （姜尚中）『戦後日本は戦争をしてきた』（角川書店［角川oneテーマ21］, 2007年,ISBN 404710115X ）

### 編著
- 『近代文学の成立――思想と文体の模索』（有精堂出版, 1986年）
- 『研究する意味』（東京図書, 2003年）
- 『平和が生きるとき』（かもがわ出版, 2004年）
- 『私の座標軸』（かもがわ出版, 2005年）

### 共編著
- （片岡豊）『漱石作品論集成（2）坊っちゃん・草枕』（桜楓社, 1990年）
- （芹澤光興）『漱石作品論集成（11）道草』（桜楓社, 1991年）
- （紅野謙介・高橋修）『メディア・表象・イデオロギー――明治30年代の文化研究』（小沢書店, 1997年）
- （高橋哲哉）『ナショナル・ヒストリーを超えて』（東京大学出版会, 1998年）
- （栗原彬・佐藤学・吉見俊哉）『越境する知（全6巻）』（東京大学出版会, 2000年-2001年）
- （坂本義和・安丸良夫）『歴史教科書何が問題か――徹底検証Q&A』（岩波書店, 2001年）
- （石田英敬）『シリーズ言語態（5）社会の言語態』（東京大学出版会, 2002年）
- （井上ひさし）『座談会昭和文学史（全6巻）』（集英社, 2003年）
- （成田龍一）『日露戦争スタディーズ』（紀伊國屋書店, 2004年）
- （高橋哲哉・大内裕和・三宅晶子）『教育基本法「改正」に抗して――緊急報告 : 全国各地からの声』（岩波書店, 2004年）
- （市野川容孝）『壊れゆく世界と時代の課題』（岩波書店、2009年）

## 註腳
1. ↑  .   [2010-01-22]. （原始内容存档于2015-09-29）.
2. ↑   . （原始内容存档于2015-09-29）.

## 外部連結
- 東京大學大學院總合文化研究科言語情報科學專攻教員紹介 （页面存档备份，存于）
- 「九条之会」正式網站 （页面存档备份，存于）
- 東久留米「九条之会」講演錄2005年2月20日
- 「9条の発信がアジアの願い」『私と憲法32号』掲載, 2003年11月